# جیمز ال. کمپر
جیمز ال. کمپر (انگلیسی: James L. Kemper; ۱۱ ژوئن ۱۸۲۳ – ۷ آوریل ۱۸۹۵) سیاست‌مدار اهل ایالات متحده آمریکا بود.